# آندرئا یانونه

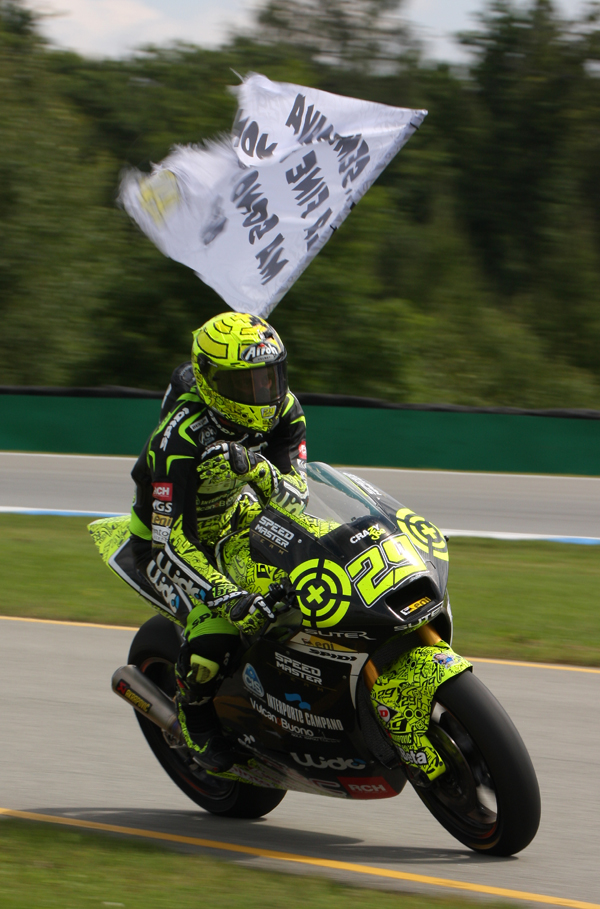

آندرئا یانونه (ایتالیایی: Andrea Iannone; زاده ۹ اوت ۱۹۸۹) موتورسوار ایتالیایی و راننده موتو جی‌پی است و هم‌اکنون برای تیم آپریلیا رانندگی می‌کند.

## ورود به مسابقات
مانند بسیاری از موتورسواران حال حاضر موتوجی پی، از همان سنین کودکی به موتور علاقه‌مند شد و کار خود را با مینی موتورها آغاز کرد. آندره همچنین یک برادر بزرگ‌تر به نام آنجلو دارد که در تمام پیست‌ها با او همراه است. یانونه جز موتورسوارانی بود که بیشترین حضور را در رده‌های پایین موتورسواری قهرمانی جهان تجربه کرد و از ۲۰۰۵ تا ۰۹ در سری ۱۲۵ سی سی مشغول به رقابت بود اما درخشش آنچنانی نداشت و با کسب سه پیروزی و جایگاه هفتمی در آخرین فصل حضور خود در این سری مسابقات، توانست یک صندلی را در موتو۲ و در تیم ایتالیایی اسپید آپ بدست آورد. یانونه تا ۲۰۱۲ در موتو۳ حضور داشت و تمام این سه فصل، به رده سومی بسنده کرد.

## موتوجی پی
یانونه برای فصل ۲۰۱۳ با تیم دوم دوکاتی یعنی پرامک به موتوجی پی راه یافت. پس از دو فصل حضور در این تیم، دوکاتی اعلام کرد که موتورسوار ایتالیایی برای ۲۰۱۵ جانشین کال کراچلو در این تیم خواهد شد. یانونه اولین و تنها پیروزی موتوجی پی خود را در مسابقه اتریش ۲۰۱۶ به همراه دوکاتی کسب کرد اما عملکرد نه چندان خوب او باعث شد تا دوکاتی برای فصل ۲۰۱۷، خورخه لورنزو را جانشین او کند؛ بنابراین بار دیگر یانونه دوکاتی را به مقصد تیم سوزوکی ترک کرد. موتورسوار ایتالیایی در این تیم نیز به مدت دو فصل حضور داشت و حاصل آن کسب سه سکو به همراه رده دهمی در ۲۰۱۸ بوده‌است. یانونه اعلام کرد که برای فصل ۲۰۱۹ و ۲۰۲۰ موتوجی پی به تیم آپریلیا می‌پیوندد.